# 大房身駅
大房身駅（だいぼうしんえき）はかつて中華人民共和国遼寧省大連市甘井子区に位置した駅。1903年開業、2000年廃止。瀋陽鉄路局の管轄する4等駅で、瀋大線の駅であった。

## 利用可能な鉄道路線
中華人民共和国鉄道部（中国国鉄）
瀋大線

## 歴史
- 1903年 開業
- 2000年 廃止

## 隣の駅
中国国鉄
瀋大線
金州駅 - 大房身駅 - 塩島駅